# Rio Chirtaegher
O Rio Chirtaegher é um rio da Romênia, afluente do Mureş, localizado no distrito de Harghita.